# لوسي جريفيث
لوسي جريفيث (بالإنجليزية: Lucy Griffiths)‏ هي ممثلة بريطانية (وحملت سابقاً جنسية المملكة المتحدة لبريطانيا العظمى وأيرلندا)، ولدت في 24 أبريل 1919 في المملكة المتحدة، وتوفيت في 29 سبتمبر 1982 بلندن في المملكة المتحدة.

## وصلات خارجية
- لوسي جريفيث على موقع IMDb (الإنجليزية)
- لوسي جريفيث على موقع روتن توميتوز (الإنجليزية)
- لوسي جريفيث على موقع ألو سيني (الفرنسية)
- لوسي جريفيث على موقع أول موفي (الإنجليزية)
- لوسي جريفيث على موقع قاعدة بيانات الفيلم (الإنجليزية)